# Kimberly Foster
Kimberly Foster, född 6 juli 1961 i Fort Smith i Arkansas, är en amerikansk skådespelerska. Hon är mest känd för sin roll som Michelle Stevens i Dallas, en roll hon spelade 1989-1991.
Foster var med i tvåloperan All My Children mellan 1993 och 1994 sen dess har hon valt att inte filma mer.

## Filmografi
- 1993 – Love Bites